# Sábado de Lázaro
El Sábado de Lázaro en la Cristiandad oriental (formado por la Iglesia ortodoxa y la Ortodoxa oriental Iglesias se refiere a la fiesta movible anterior al Domingo de Ramos al que está vinculada litúrgicamente. Celebra la resurrección de Lázaro de Betania.  Betania aparece registrada en el Nuevo Testamento como una pequeña aldea de Judea, hogar de los hermanos María de Betania, Marta y Lázaro, así como de Simón el leproso.
El Evangelio de Juan informa que "Seis días antes de la Pascua, Jesús llegó a Betania, donde vivía Lázaro, a quien Jesús había resucitado |de entre los muertos."  Presumiblemente, es donde pasó el Gran Sabbat que ocurre inmediatamente antes de la Pascua, antes de su entrada triunfal en Jerusalén. Se dice que Jesús se alojó allí durante la Semana Santa, y es donde tuvo lugar la su unción por María, la hermana de Lázaro,  unos días después, el Miércoles Santo.

## Historia
La antigüedad de esta conmemoración queda demostrada por las homilías de San Juan Crisóstomo (349-407), San Agustín de Hipona Regia (354-430), y otros. En los siglos VII y VIII, San Andrés de Creta, San Cosme de Maium y San Juan Damasceno escribieron himnos y cánones especiales para la fiesta, que todavía se cantan.

## Aspectos litúrgicos

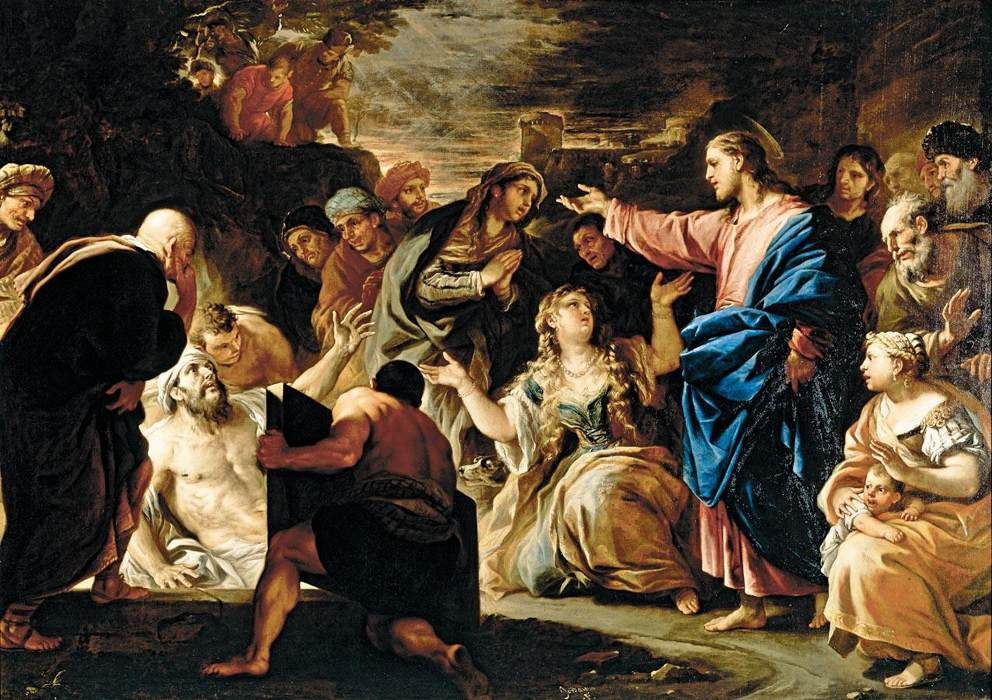
La resurrección de Lázaro - Óleo sobre lienzo de Luca Giordano. 1675 c. Nápoles, de colección privada. Italia

El Sábado de Lázaro y el Domingo de Ramos ocupan juntos una posición única en el año eclesiástico, como días de alegría y triunfo interpuestos entre la penitencia de la Gran Cuaresma y el luto de la Semana Santa.

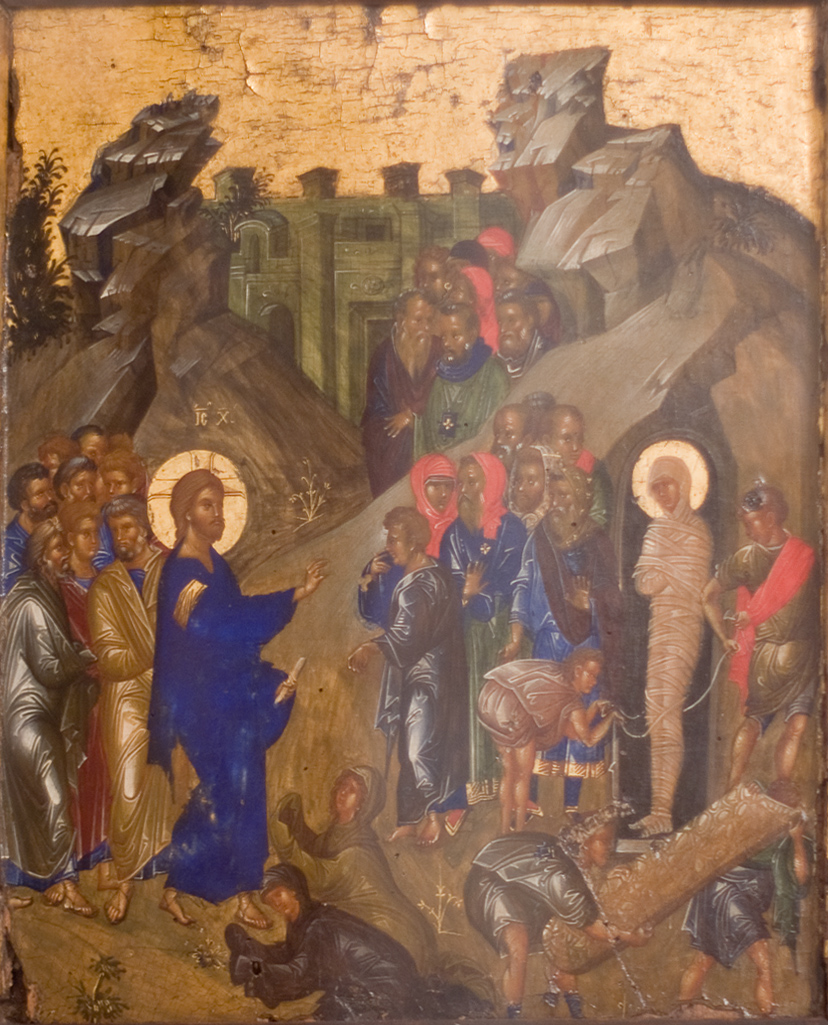
La resurrección de Lázaro, finales del -principios del. Bizancio De la colección de G. Gamon-Gumun. Museo Ruso

### Servicios divinos
Durante la semana anterior los propios en el Triodion de Cuaresma rastrean la enfermedad y luego la muerte de Lázaro, y el viaje de Cristo desde más allá del Jordania hasta Betania. Esta semana se conoce como la "Semana de las Palmas" o la "Semana florida"."
La posición del Sábado de Lázaro se resume en el primer sticheron cantado en las vísperas del viernes:
Habiendo completado la cuarenta días que traen provecho a nuestra alma, Te suplicamos en Tu amor por el hombre: Concédenos también contemplar la Semana Santa de tu Pasión, para que en ella glorifiquemos tus poderosos actos y tu inefable dispensación por nosotros, cantando unánimes: Oh Señor, gloria a Ti.
Durante las vísperas del viernes, la lectura del Génesis (que comenzó el primer día de la Gran Cuaresma) concluye con la descripción de la muerte, el entierro y el duelo de Jacob (49:33-50: 26) y el viernes por la noche, en completas, se canta un Canon sobre la Resurrección de Lázaro de San Andrés de Creta; se trata de un raro canon completo, que tiene los nueve canticulos.
Las lecturas de las Escrituras y los himnos de este día se centran en la resurrección de Lázaro como presagio de la Resurrección de Cristo y prefiguración de la Resurrección universal. La narración evangélica se interpreta en los himnos como ilustración de la dos naturalezas de Cristo: su humanidad al preguntar: "¿Dónde lo habéis puesto?". (11:34), y su divinidad al ordenar a Lázaro que saliera de entre los muertos (11:43). Varios de los himnos, escritos en primera o segunda persona, relacionan simbólicamente la muerte de Lázaro, su sepultura y los lazos del entierro con el estado pecaminoso del individuo. Muchos de los himnos resurreccionales del servicio dominical normal se cantan mientras que oración por los difuntos, prescrito los domingos, está permitido. Durante la liturgia divina, el himno bautismal, "Todos los que han sido bautizados en Cristo se han revestido de Cristo" (6:3) sustituye al Trisagio indicando que éste había sido un día en el que se realizaban bautismos y en algunas iglesias hoy en día los adultos conversos siguen siendo bautizados en este día.